# Hemtjärnen (Ramsbergs socken, Västmanland)
Hemtjärnen är en sjö i Lindesbergs kommun i Västmanland och ingår i Norrströms huvudavrinningsområde. Sjön är 5 meter djup, har en yta på 0,0464 kvadratkilometer och är belägen 262,5 meter över havet.

## Delavrinningsområde
Hemtjärnen ingår i det delavrinningsområde (664510-147373) som SMHI kallar för Utloppet av Stora Djurlången. Medelhöjden är 274 meter över havet och ytan är 29,95 kvadratkilometer. Det finns inga avrinningsområden uppströms utan avrinningsområdet är högsta punkten. Djurlångsån som avvattnar avrinningsområdet har biflödesordning 4, vilket innebär att vattnet flödar genom totalt 4 vattendrag innan det når havet efter 232 kilometer. Avrinningsområdet består mestadels av skog (83 procent). Avrinningsområdet har 2,12 kvadratkilometer vattenytor vilket ger det en sjöprocent på 7,1 procent.